# Campionato internazionale di scherma 1926
Il quinto campionato internazionale di scherma si è svolto nel 1926 in due località: a Budapest, in Ungheria, (per il fioretto e la sciabola) e ad Ostenda, in Belgio, (per la spada).
Sono stati assegnati i tre titoli individuali maschili.

## Risultati

### Uomini
| Evento                          | Oro                | Argento             | Bronzo       |
| Spada                           |                    |                     |              |
| Spada individuale (dettagli)    | Georges Tainturier | Fernand de Montigny | Léon Tom     |
| Fioretto                        |                    |                     |              |
| Fioretto individuale (dettagli) | Giorgio Chiavacci  | László Berti        | Ugo Pignotti |
| Sciabola                        |                    |                     |              |
| Sciabola individuale (dettagli) | Sándor Gombos      | Attila Petschauer   | Bino Bini    |

## Medagliere
| Posizione | Nazione  |   |   |   | Totale |
| --------- | -------- | - | - | - | ------ |
| 1         | Ungheria | 1 | 2 | 0 | 3      |
| 2         | Italia   | 1 | 0 | 2 | 3      |
| 3         | Francia  | 1 | 0 | 0 | 1      |
| 4         | Belgio   | 0 | 1 | 1 | 2      |
| Totale    | Totale   | 3 | 3 | 3 | 9      |